# Абу Али, Вессам
Вессам Хаиссам Абу Али (швед. Wessam Haissam Abou Ali; род. 1 января 1999, Гуг, Северная Ютландия) — палестинский и датский футболист, нападающий клуба «Коламбус Крю» и Национальной Сборной Палестины.

## Клубная карьера
Начинал заниматься футболом в 4-летнем возрасте в «Б52/Ольборг», откуда спустя 6 лет перешёл в главный клуб региона — «Ольборг». В феврале 2018 года подписал с клубом первый контракт, рассчитанный на четыре года. Дебютировал в его составе в чемпионате Дании 5 марта в домашней игре с «Хорсенсом», появившись на поле в конце второго тайма. 23 августа 2019 года на правах аренды до конца года отправился в «Веннсюссель», выступающий в первом дивизионе. В январе 2020 года срок аренды был продлён до конца сезона.
9 сентября 2020 года перешёл в «Силькеборг», по итогам предыдущего сезона покинувший Суперлигу. Был подписан контракт на четыре с половиной года. По итогам сезона клуб занял вторую строчку в турнирной таблице и вернулся в элитный дивизион. 31 августа 2021 года вернулся в «Веннсюссель», заключив соглашение на четыре года.
13 июля 2023 года перешёл в шведский «Сириус», с которым подписал контракт, рассчитанный до конца 2027 года. 15 июля в матче против «Дегерфорса» дебютировал в чемпионате Швеции, появившись на поле в стартовом составе. На 17-й минуте встречи забил мяч, который в итоге оказался победным.

## Клубная статистика
| Выступление      | Выступление      | Выступление      | Лига | Лига | Кубки | Кубки | Конт. кубки | Конт. кубки | Итого | Итого |
| Клуб             | Лига             | Сезон            | Игры | Голы | Игры  | Голы  | Игры        | Голы        | Игры  | Голы  |
| ---------------- | ---------------- | ---------------- | ---- | ---- | ----- | ----- | ----------- | ----------- | ----- | ----- |
| Ольборг          | Суперлига        | 2017/18          | 6    | 1    | 0     | 0     | 0           | 0           | 6     | 1     |
| Ольборг          | Суперлига        | 2018/19          | 22   | 1    | 0     | 0     | 0           | 0           | 22    | 1     |
| Ольборг          | Суперлига        | 2019/20          | 2    | 0    | 0     | 0     | 0           | 0           | 2     | 0     |
| Ольборг          | Итого            | Итого            | 30   | 2    | 0     | 0     | 0           | 0           | 30    | 2     |
| → Веннсюссель    | 1-й дивизион     | 2020/21          | 22   | 11   | 0     | 0     | 0           | 0           | 22    | 11    |
| → Веннсюссель    | Итого            | Итого            | 22   | 11   | 0     | 0     | 0           | 0           | 22    | 11    |
| Силькеборг       | 1-й дивизион     | 2020/21          | 10   | 3    | 0     | 0     | 0           | 0           | 10    | 3     |
| Силькеборг       | Суперлига        | 2021/22          | 3    | 0    | 0     | 0     | 0           | 0           | 3     | 0     |
| Силькеборг       | Итого            | Итого            | 13   | 3    | 0     | 0     | 0           | 0           | 13    | 3     |
| Веннсюссель      | 1-й дивизион     | 2021/22          | 10   | 0    | 0     | 0     | 0           | 0           | 10    | 0     |
| Веннсюссель      | 1-й дивизион     | 2022/23          | 31   | 14   | 3     | 2     | 0           | 0           | 34    | 16    |
| Веннсюссель      | Итого            | Итого            | 41   | 14   | 3     | 2     | 0           | 0           | 44    | 16    |
| Сириус           | Алльсвенскан     | 2023             | 12   | 6    | 1     | 1     | 0           | 0           | 13    | 7     |
| Сириус           | Итого            | Итого            | 12   | 6    | 1     | 1     | 0           | 0           | 13    | 7     |
| Всего за карьеру | Всего за карьеру | Всего за карьеру | 118  | 36   | 4     | 3     | 0           | 0           | 122   | 39    |